# Peromyscopsylla ostsibirica
Peromyscopsylla ostsibirica är en loppart som först beskrevs av Scalon 1936.  Peromyscopsylla ostsibirica ingår i släktet Peromyscopsylla och familjen smågnagarloppor. Inga underarter finns listade i Catalogue of Life.